# Chess II
Chess II est un jeu vidéo d'échecs avec synthèse vocale en version Oric.
Son prix en version cassette était de 40 francs français en septembre 1987, le prix de la disquette étant de 150 francs français.